# Alfred Oelschlegel
Alfred Oelschlegel (Úštěk, Bohèmia, 25 de febrer de 1847 - Leipzig, 19 de juny de 1915) fou un director d'orquestra, organista i compositor austríac.
Estudià en l'Escola d'organistes de Praga, i després va dirigir diverses orquestres teatrals, entre elles la del Karltheater de Viena.
Se li deuen les operetes Prinz und Maurer (Klagenfurt, 1884), Der Schelm von Bergen (Viena, 1888); Der Landstreicher (Magdeburg, 1893), i l'òpera Kynast (Altenburg, 1898).